# 박문로
박문로(Bakmun-ro)는 인천광역시 동구 송림동에 있는 도로로, 총 연장은 71m이다. 인천광역시의 도로 노선 중에서 가장 짧은 도로로 분류된다.

## 유래
도로의 명칭이 유래된 것은 박문여자 중고등학교에 인접한 길로 공공기관(학교)에 대한 고유특성, 역사성 그리고 주민 인지도 및 지역적 자긍심을 반영하여 제명되었다.

## 역사
- 2011년 4월 6일 : 도로명으로 박문로를 고시

## 지리

### 주요 경유지
- 동구
  - 송림동

### 접촉하는 도로
- 재능로

### 주요 건물 및 시설
- 인천교구청 (박문로 1/송림동 103-8)
- 동구가족센터_공동육아나눔터 (박문로 8/송림동 102-59)